# Keeps Gettin’ Better – A Decade of Hits
A Keeps Gettin’ Better – A Decade of Hits Christina Aguilera amerikai énekesnő első válogatásalbuma. Megtalálható rajta első slágerének, a Genie in a Bottle-nak, valamint a Beautifulnak egy új változata, és két új dal is. A két új dalnak a dalszövegét is tartalmazza a kiadvány. Megjelent egy kétlemezes, DVD-vel bővített deluxe verzió is, amelyen tíz videóklip található.

## Dalok
1. Genie in a Bottle
2. What a Girl Wants
3. I Turn to You (Album Version)
4. Come On Over Baby (Radio Version)
5. Nobody Wants to Be Lonely (with Ricky Martin)
6. Lady Marmalade (with Lil’ Kim, Mya & Pink)
7. Dirrty (feat. Redman)
8. Fighter
9. Beautiful
10. Ain't No Other Man
11. Candyman
12. Hurt
13. Genie 2.0
14. Keeps Gettin’ Better
15. Dynamite
16. You Are What You Are (Beautiful)

## Bónusz DVD
1. Genie in a Bottle
2. What a Girl Wants
3. I Turn to You
4. Come On Over Baby
5. Dirrty (feat. Redman)
6. Fighter
7. Beautiful
8. Ain’t No Other Man
9. Candyman
10. Hurt